# Atletismo nos Jogos Olímpicos de Verão de 2016 - Revezamento 4x400 m masculino

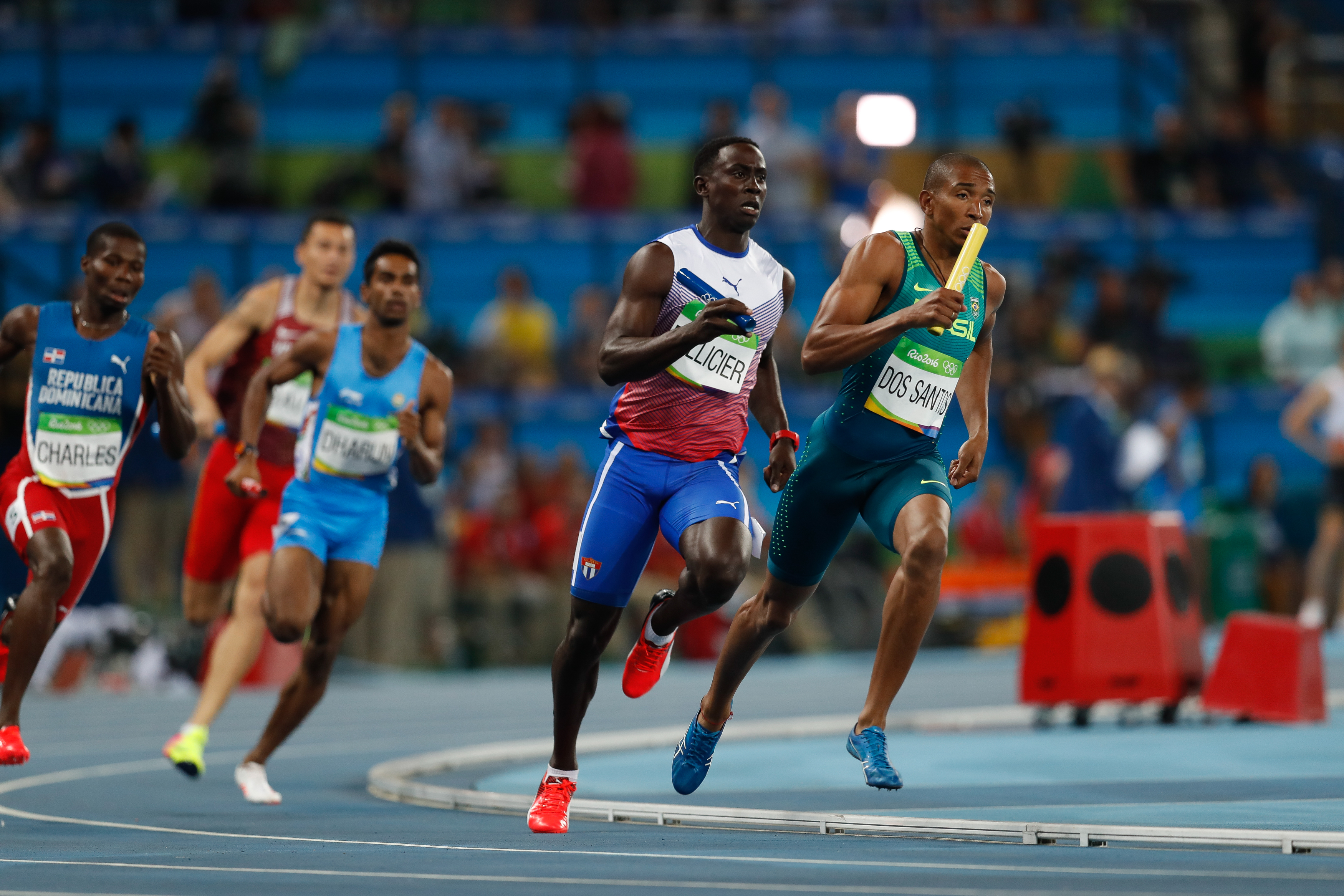
Atletas durante a segunda bateria das eliminatórias.

A competição do revezamento 4x400 metros masculino do atletismo nos Jogos Olímpicos de Verão de 2016 aconteceu entre os dias 19 e 20 de agosto no Estádio Olímpico.

## Calendário
Horário local (UTC-3).
| Data                         | Horário | Fase          |
| ---------------------------- | ------- | ------------- |
| Sexta, 19 de agosto de 2016  | 21:00   | Eliminatórias |
| Sábado, 20 de agosto de 2016 | 22:35   | Final         |

## Medalhistas
|  | USA Estados Unidos                                                              |  | JAM Jamaica                                                                 |  | BAH Bahamas                                                                                   |
|  | Arman Hall Tony McQuay Gil Roberts LaShawn Merritt Kyle Clemons* David Verburg* |  | Peter Matthews Nathon Allen Fitzroy Dunkley Javon Francis Rusheen McDonald* |  | Alonzo Russell Michael Mathieu Steven Gardiner Chris Brown Demetrius Pinder* Stephen Newbold* |

* Competiu apenas na fase eliminatória.

## Recordes
Antes desta competição, os recordes mundiais e olímpicos da prova eram os seguintes:
| Tipo | Atleta         | Tempo   | Local     | Data                 |
| ---- | -------------- | ------- | --------- | -------------------- |
|      | Estados Unidos | 2:54.29 | Stuttgart | 22 de agosto de 1993 |
|      | Estados Unidos | 2:55.39 | Pequim    | 23 de agosto de 2008 |

## Resultados

### Eliminatórias
Qualificação: Os primeiros 3 em cada bateria (Q) e os 2 mais rápidos (q) avançam para as finais.

#### Bateria 1

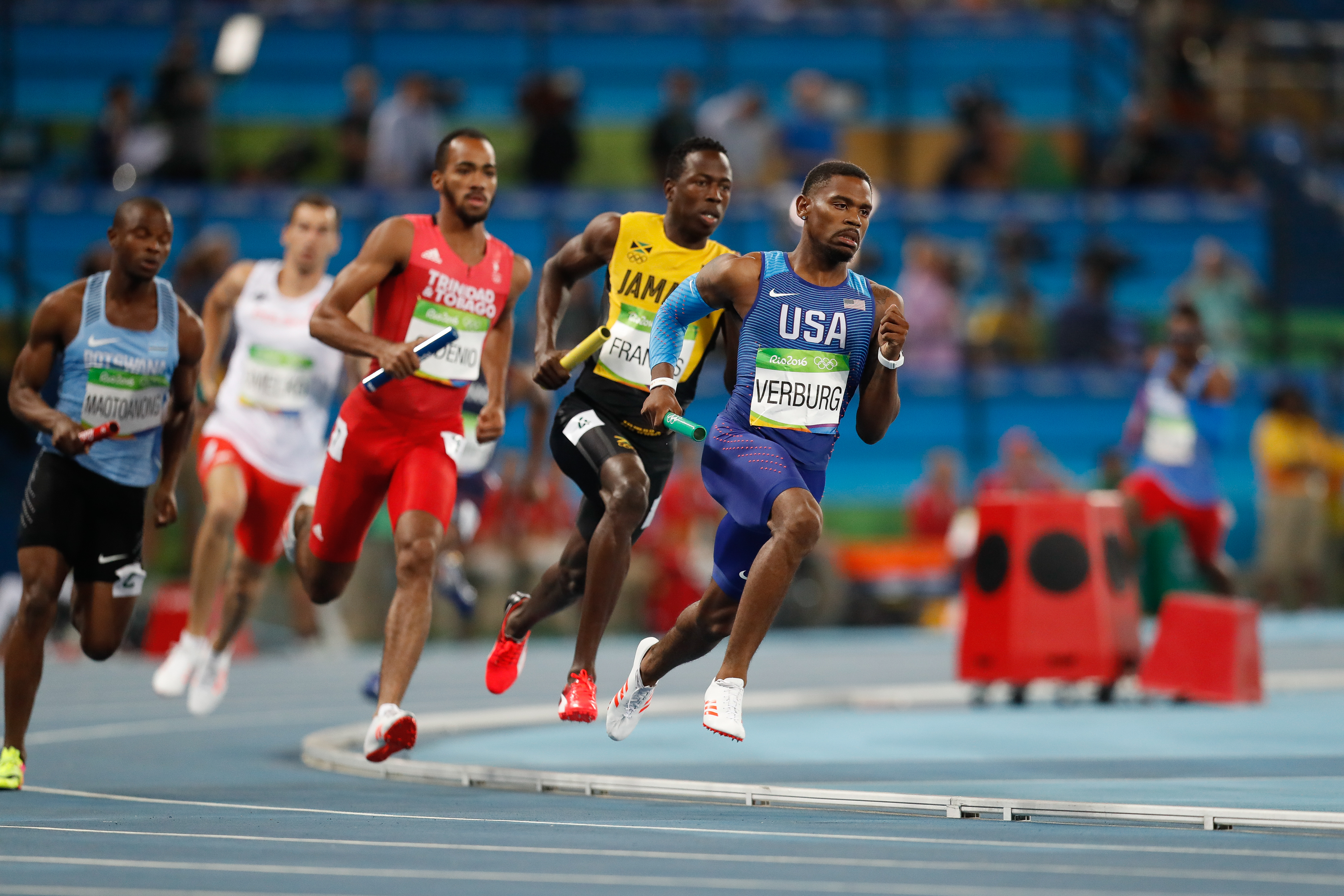
Primeira bateria das eliminatórias.

| Pos. | CON                   | Atletas                                                               | Tempo   | Notas                |
| ---- | --------------------- | --------------------------------------------------------------------- | ------- | -------------------- |
| 1    | JAM Jamaica           | Rusheen McDonald, Peter Matthews, Nathon Allen, Javon Francis         | 2:58.29 | Q,                   |
| 2    | USA Estados Unidos    | Arman Hall, Tony McQuay, Kyle Clemons, David Verburg                  | 2:58.38 | Q,                   |
| 3    | BOT Botsuana          | Isaac Makwala, Karabo Sibanda, Onkabetse Nkobolo, Leaname Maotoanong  | 2:59.35 | Q,                   |
| 4    | POL Polônia           | Łukasz Krawczuk, Michał Pietrzak, Jakub Krzewina, Rafał Omelko        | 2:59.58 | q,                   |
| 5    | FRA França            | Mame-Ibra Anne, Teddy Atine-Venel, Mamadou Kassé Hann, Thomas Jordier | 3:00.82 | Recorde da temporada |
| 6    | COL Colômbia          | Anthony Zambrano, Diego Palomeque, Carlos Lemos, Jhon Perlaza         | 3:01.84 |                      |
| 7    | JPN Japão             | Julian Walsh, Tomoya Tamura, Takamasa Kitagawa, Nobuya Kato           | 3:02.95 |                      |
| –    | TTO Trinidad e Tobago | Jarrin Solomon, Lalonde Gordon, Deon Lendore, Machel Cedenio          | DSQ     | R 163.3a             |

#### Bateria 2
| Pos. | CON                      | Atletas                                                                     | Tempo   | Notas                |
| ---- | ------------------------ | --------------------------------------------------------------------------- | ------- | -------------------- |
| 1    | BEL Bélgica              | Julien Watrin, Jonathan Borlée, Dylan Borlée, Kevin Borlée                  | 2:59.25 | Q,                   |
| 2    | BAH Bahamas              | Alonzo Russell, Chris Brown, Steven Gardiner, Stephen Newbold               | 2:59.64 | Q,                   |
| 3    | CUB Cuba                 | William Collazo, Adrián Chacón, Osmaidel Pellicier, Yoandys Lescay          | 3:00.16 | Q,                   |
| 4    | BRA Brasil               | Pedro Luiz de Oliveira, Alexander Russo, Peterson dos Santos, Hugo de Sousa | 3:00.43 | q,                   |
| 5    | DOM República Dominicana | Yon Soriano, Luguelín Santos, Luis Charles, Gustavo Cuesta                  | 3:01.76 | Recorde da temporada |
| 6    | VEN Venezuela            | Arturo Ramírez, Omar Longart, Alberth Bravo, Freddy Mezones                 | 3:02.69 |                      |
| –    | GBR Grã-Bretanha         | Nigel Levine, Delano Williams, Matthew Hudson-Smith, Martyn Rooney          | DSQ     | R 170.19             |
| –    | IND Índia                | Kunhu Muhammed, Muhammad Anas, Ayyasamy Dharun, Arokia Rajiv                | DSQ     | R 170.19             |

### Final
| Pos.              | Raia | CON                | Atletas                                                                     | Tempo   | Notas                |
| ----------------- | ---- | ------------------ | --------------------------------------------------------------------------- | ------- | -------------------- |
| Medalha de ouro   | 5    | USA Estados Unidos | Arman Hall, Tony McQuay, Gil Roberts, LaShawn Merritt                       | 2:57.30 | Melhor marca do ano  |
| Medalha de prata  | 3    | JAM Jamaica        | Peter Matthews, Nathon Allen, Fitzroy Dunkley, Javon Francis                | 2:58.16 | Recorde da temporada |
| Medalha de bronze | 6    | BAH Bahamas        | Alonzo Russell, Michael Mathieu, Steven Gardiner, Chris Brown               | 2:58.49 | Recorde da temporada |
| 4                 | 4    | BEL Bélgica        | Julien Watrin, Jonathan Borlée, Dylan Borlée, Kevin Borlée                  | 2:58.52 | Recorde nacional     |
| 5                 | 7    | BOT Botsuana       | Isaac Makwala, Karabo Sibanda, Onkabetse Nkobolo, Leaname Maotoanong        | 2:59.06 | Recorde nacional     |
| 6                 | 8    | CUB Cuba           | William Collazo, Adrián Chacón, Osmaidel Pellicier, Yoandys Lescay          | 2:59.53 | Recorde da temporada |
| 7                 | 2    | POL Polônia        | Łukasz Krawczuk, Michał Pietrzak, Jakub Krzewina, Rafał Omelko              | 3:00.50 |                      |
| 8                 | 1    | BRA Brasil         | Pedro Luiz de Oliveira, Alexander Russo, Peterson dos Santos, Hugo de Sousa | 3:03.28 |                      |

Legenda
| Recorde mundial      | Recorde mundial (World record)               |                       | Recorde africano                      | Recorde africano (African) |                                           | Q | Classificado por posição (Qualified) |
| Recorde olímpico     | Recorde olímpico (Olympic record)            | Recorde da América    | Recorde da América (Americas)         | q                          | Classificado por melhor tempo (Qualified) |   |                                      |
| Melhor marca do ano  | Melhor marca do ano (World leading)          | Recorde asiático      | Recorde asiático (Asian)              | DNS                        | Não largou (Did not start)                |   |                                      |
| Recorde nacional     | Recorde nacional (National record)           | Recorde europeu       | Recorde europeu (European)            | DNF                        | Não terminou (Did not finish)             |   |                                      |
| Recorde pessoal      | Recorde pessoal do atleta (Personal best)    | Recorde da Oceania    | Recorde da Oceania (Oceania)          | DSQ / DQ                   | Desclassificado (Disqualified)            |   |                                      |
| Recorde da temporada | Recorde da temporada do atleta (Season best) | Recorde sul-americano | Recorde sul-americano (South America) | NM                         | Sem marca (No mark)                       |   |                                      |